# Bipôle La Rochelle-Rochefort
Le bipôle La Rochelle-Rochefort était syndicat mixte ouvert français, située dans le département de la Charente-Maritime et la région Nouvelle-Aquitaine. Ses membres sont la communauté d'agglomération de La Rochelle, la communauté d'agglomération du Pays Rochefortais, de la chambre de commerce et d'industrie de La Rochelle, la chambre de commerce et d'industrie de Rochefort et de Saintonge, et l'Université de La Rochelle.

## Composition

Bipôle La Rochelle-Rochefort (en rouge), avec l'extension prévue pour 2013 (en rose)

La bipôle La Rochelle-Rochefort s'est constitué en 1997. Son territoire se compose des 18 communes de la communauté d'agglomération de La Rochelle  et des 18 communes de la communauté d'agglomération de Rochefort. 
En 2007, cette entité géographique regroupe 202681 habitants soit 1/3 de la population départementale (exactement 33,5 % de la Charente-Maritime).
En 1999, le bipôle regroupait 192175 habitants soit à cette date 34,5 % de la population départementale. Entre 1999 et 2007, sa population s'est accrue de 10506 habitants, soit une croissance démographique de 5,5 %.
Sa densité de population s'élève à 389 hab/km², soit le quadruple de la densité départementale qui est de 88 hab/km² en 2007. Cette forte densité de population est imputable aux deux agglomérations urbaines de La Rochelle et de Rochefort et fait de cet espace géographique le secteur le plus densément peuplé entre Loire et Gironde.
La communauté d'agglomération de La Rochelle rassemble 146362 habitants en 2007 et se compose des  communes suivantes (établies par ordre alphabétique) : 
- Angoulins ;
- Aytré ;
- Châtelaillon-Plage
- Dompierre-sur-Mer ;
- Esnandes ;
- L'Houmeau ;
- La Jarne ;
- La Rochelle ;
- Lagord ;
- Marsilly ;
- Nieul-sur-Mer ;
- Périgny ;
- Puilboreau ;
- Sainte-Soulle ;
- Saint-Rogatien ;
- Saint-Vivien ;
- Saint-Xandre ;
- Salles-sur-Mer ;

Les 18 communes de la communauté d'agglomération de Rochefort regroupent 56319 habitants en 2007 et sont les suivantes par ordre alphabétique :
- Breuil-Magné ;
- Cabariot ;
- Échillais ;
- Fouras ;
- Île-d'Aix ;
- Loire-les-Marais ;
- Lussant ;
- Moragne ;
- Muron ;
- Port-des-Barques ;
- Rochefort ;
- Saint-Agnant ;
- Saint-Coutant-le-Grand ;
- Saint-Hippolyte ;
- Saint-Laurent-de-la-Prée ;
- Tonnay-Charente ;
- Vergeroux ;
- Yves.

La structure est dissoute en 2014.

## Compétences
Outre les deux communautés d'agglomérations qui ont en charge les projets de solidarité et de développement du territoire, deux organismes consulaires sont parties prenantes (Chambre de commerce et d'industrie de La Rochelle et Chambre de commerce et d'industrie de Rochefort et de Saintonge) ainsi que l'Université de La Rochelle. 
Ces différents acteurs agissent sur cinq points précis où au développement économique s'accompagnent les volets scolaire, social, culturel et touristique.
D'autres domaines de compétences ont été ajoutés au fur et à mesure du développement des échanges sur ce territoire, notamment sur le plan des relations interurbaines ferroviaires avec la mise en place progressive de la liaison cadencée entre La Rochelle et Rochefort et qui s'avère comme un véritable succès local. 
Il en est également de même sur le plan de la politique environnementale complexe, en raison d'une part de l'urbanisation très importante de cette entité géographique et d'autre part par la présence de milieux naturels fragiles que sont les marais côtiers et le littoral qui borde cet ensemble sur sa partie ouest (île d'Aix et presqu'île de Fouras, estuaire de la Charente, littoral de l'Aunis).